# Goth (manga)
Pour les articles homonymes, voir Goth (homonymie).
Goth (GOTH リストカット事件, Goth: risuto katto jiken) est un seinen manga dessiné par Kenji Oiwa d’après le roman: Goth: le coupeur de mains de Otsuichi. Le manga a été prépublié en 2003 dans le Shōnen Ace de Kadokawa Comics puis publié en one shot et en 2006 aux éditions Senpai Pika. Le roman fut récompensé en 2002 par le 6e grand prix Jump, ce qui accrut la réputation de l’écrivain.

## Thème
Goth est un manga pour adultes qui traite de la passion de deux adolescents pour les tueurs en série. Comme son nom l’indique, l’auteur nous offre une des nombreuses visions de la culture gothique.

## Synopsis
Itsuki Kamiyama et Yoru Morino sont camarades de classe. Kamiyama est un beau garçon sociable et apprécié de ses camarades tandis que Morino est une belle jeune fille secrète qui semble ne parler à personne. Alors que tout les oppose, ils vont se rendre compte qu’ils ont une passion commune: la mort. Ils éprouvent tous deux une attirance irrésistible pour les histoires morbides, ce qui les amènera à se rapprocher l'un de l'autre.
À travers cinq chapitres, les lecteurs vont découvrir le caractère des deux adolescents ainsi que leur passé.

## Traduction Française
- Traduction et adaptation : Vincent Zouzoulkovsky
- Lettrage : David Cochard

## Liens